# Austrochaperina gracilipes
Austrochaperina gracilipes е вид жаба от семейство Microhylidae. Видът не е застрашен от изчезване.

## Разпространение
Разпространен е в Австралия и Папуа Нова Гвинея.

## Описание
Популацията на вида е стабилна.